# Paracleocnemis apostoli
Paracleocnemis apostoli là một loài nhện trong họ Philodromidae.
Loài này thuộc chi Paracleocnemis. Paracleocnemis apostoli được Cândido Firmino de Mello-Leitão miêu tả năm 1945.